# Papágos
Papágos, en grec moderne : Παπάγος, ou Papágou (Παπάγου), est une ville du dème de Papágou-Cholargós, au nord d'Athènes, en Grèce. La localité est fondée en 1950 par le gouvernement de Sophoklís Venizélos, pour le logement des officiers des forces armées. C'était une époque où l'économie grecque avait été détruite par l'occupation et la guerre civile et où il y avait un besoin immédiat de logements pour les familles des officiers, qui avaient été complètement touchées en 1949. 
Selon le recensement de 2011, la population de Papágos compte 13 699 habitants.
Le nom de la ville fait référence au maréchal, puis Premier ministre Aléxandros Papágos.